# Aeroportul Pitt Meadows
Aeroportul Pitt Meadows (IATA: YPK, ICAO: CYPK) este un aeroport din Pitt Meadows⁠(d), Metro Vancouver Regional District⁠(d), Columbia Britanică, Canada ce deservește zona Metro Vancouver Regional District⁠(d). Aeroportul a fost tranzitat în 2013 de 0 pasageri. A fost numit după Pitt Meadows⁠(d).
Situat la o altitudine de 3 m, aeroportul dispune de o singură pistă.